# Sorhoanus fidus
Sorhoanus fidus är en insektsart som beskrevs av Knull 1954. Sorhoanus fidus ingår i släktet Sorhoanus och familjen dvärgstritar. Inga underarter finns listade i Catalogue of Life.